# Georges Bustin
 (novembre 2024).
Georges Bustin, né le 24 octobre 1906 à Vieux-Condé (Nord) et décédé dans cette même ville le 11 janvier 1995, est un homme politique français .

## Détail des fonctions et des mandats
Mandats parlementaires
- 25 novembre 1962 - 2 avril 1967 : Député de la 18e circonscription du Nord
- 12 mars 1967 - 30 mai 1968 : Député de la 18e circonscription du Nord
- 30 juin 1968 - 1er avril 1973 : Député de la 18e circonscription du Nord
- 11 mars 1973 - 2 avril 1978 : Député de la 18e circonscription du Nord
- 19 mars 1978 - 22 mai 1981 : Député de la 18e circonscription du Nord
- 21 juin 1981 - 1er avril 1986 : Député de la 18e circonscription du Nord